# 阿里亚代乌斯月溪

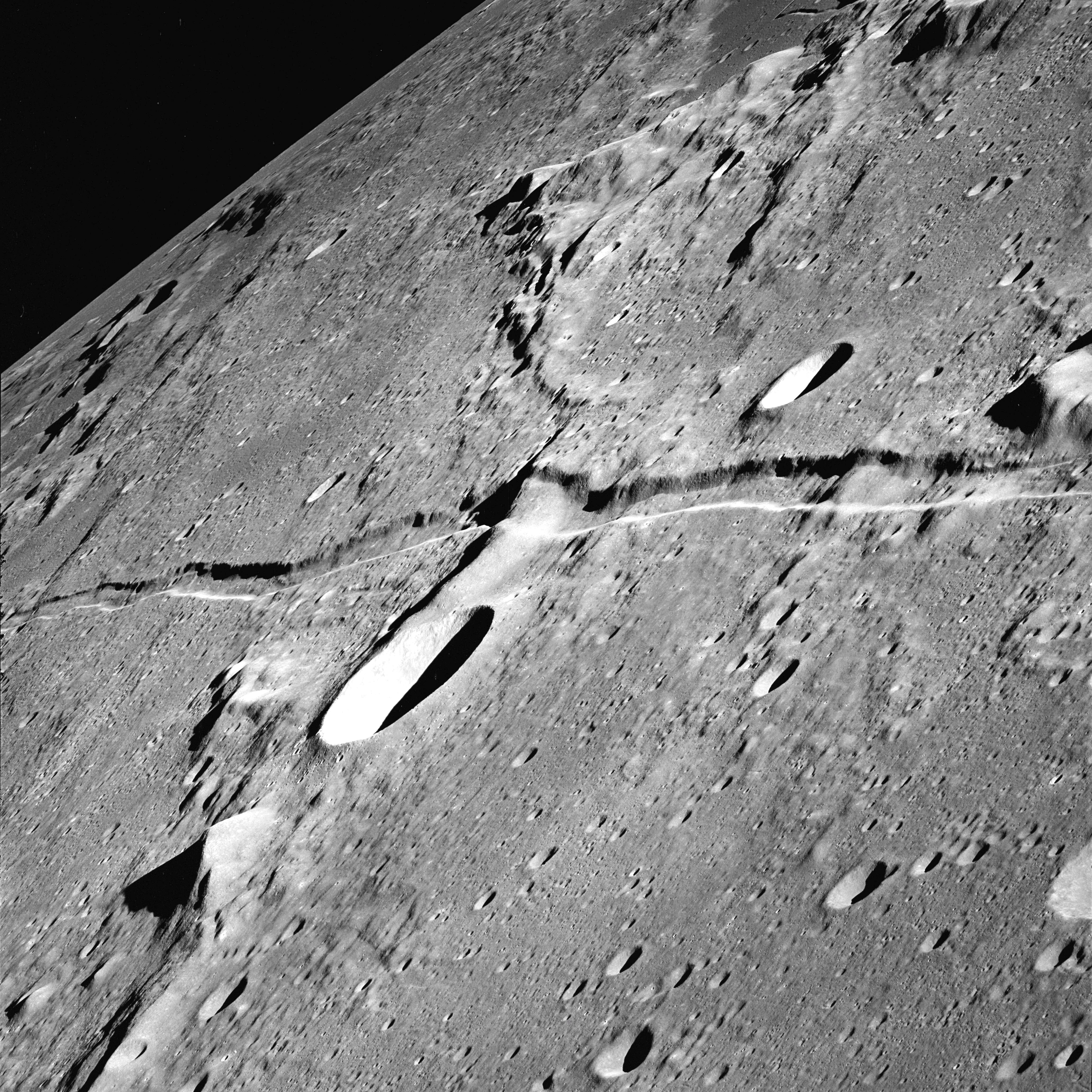
阿波罗10号拍摄的阿里亚代乌斯月溪。照片左半侧位于月溪南面的是斯伯奇莱克陨石坑，右上方的暗区是博斯科维奇陨石坑的坑底。

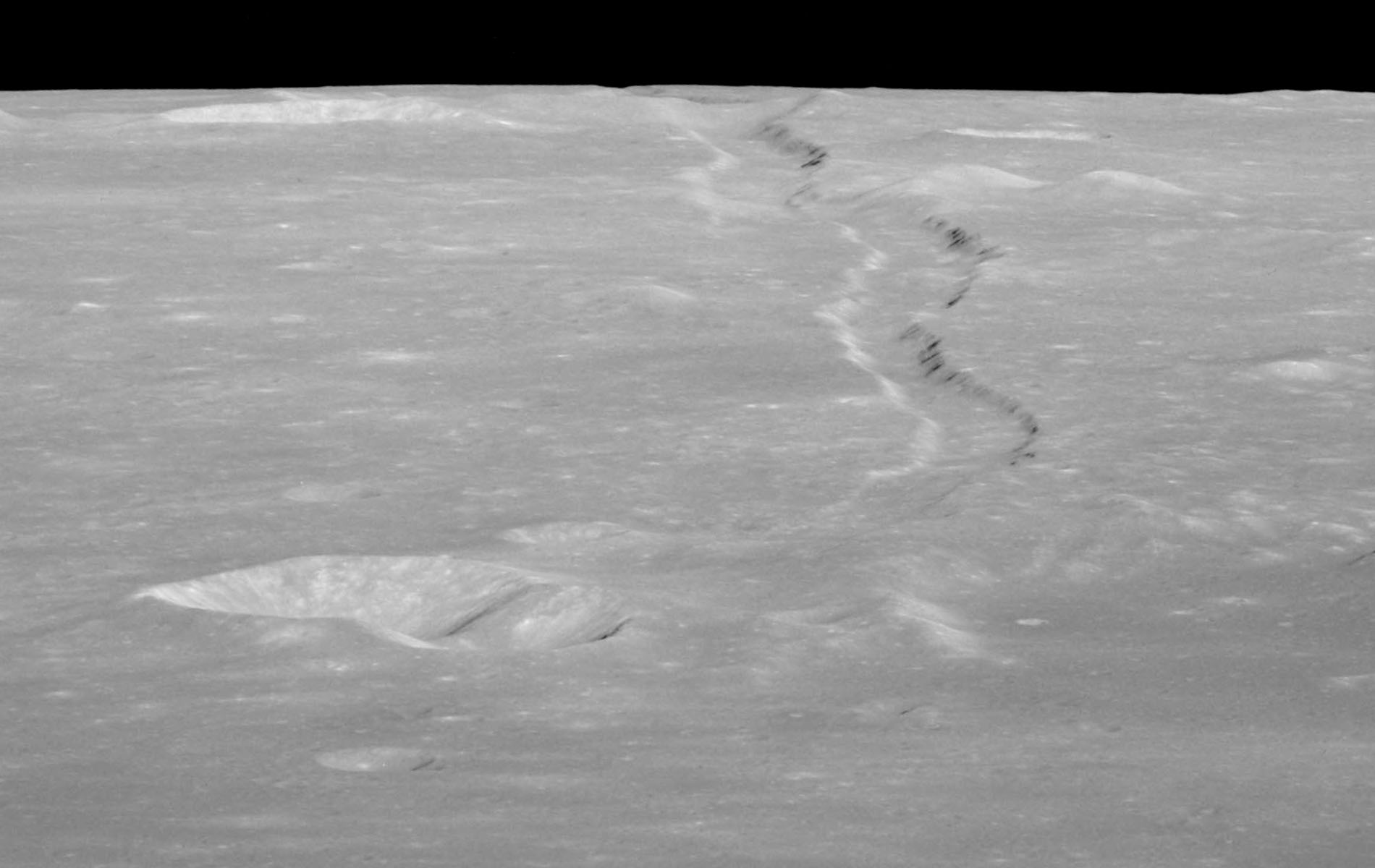
阿波罗10号拍摄的斜视图，左下方是阿里亚代乌斯陨石坑，阿里亚代乌斯月溪则伸展到地平线。

阿里亚代乌斯月溪(Rima Ariadaeus)是位于月球北纬6.4°、东经14.0°的一条直线型沟纹，得名于东端的阿里亚代乌斯陨石坑，从中央湾北部一直延伸到静海的西铡，溪宽约3-5公里，溪底平坦，长度超过300公里，它被认为是月球上两条平行断层间的地壳下沉(成为一条地堑或断层槽)所导致。它是一个相对年轻的月表特征，几乎没被陨石坑或其他特征覆盖。它的西端与许癸努斯月溪相交，南部则分布有斯伯奇莱克陨石坑、休厄尔陨石坑、凯莱陨石坑和德摩根陨石坑及它们的一些卫星陨石坑。